# مقهى تورتوني
مقهى تورتوني (بالإسبانية: Café Tortoni)‏ هو مقهى يقع في 825 أفينيدا دي مايو في بوينس آيرس، الأرجنتين. افتتح في عام 1858 من قبل مهاجر فرنسي لقبه توان، كان اسمه تورتوني نسبة إلى المقهى الباريسي الذي يحمل نفس الاسم والموجود في بوليفارد دي إيتالينز (حيث تجمع نخبة ثقافة الطليعة في القرن التاسع عشر). وكانت فكرة المقهى نفسه مستوحاة من مقهى فين دي سييكل. تم اختيار مقهى تورتوني من قبل (UCityGuides) باعتباره واحداً من المقاهي العشرة الأكثر جمالا في العالم. 

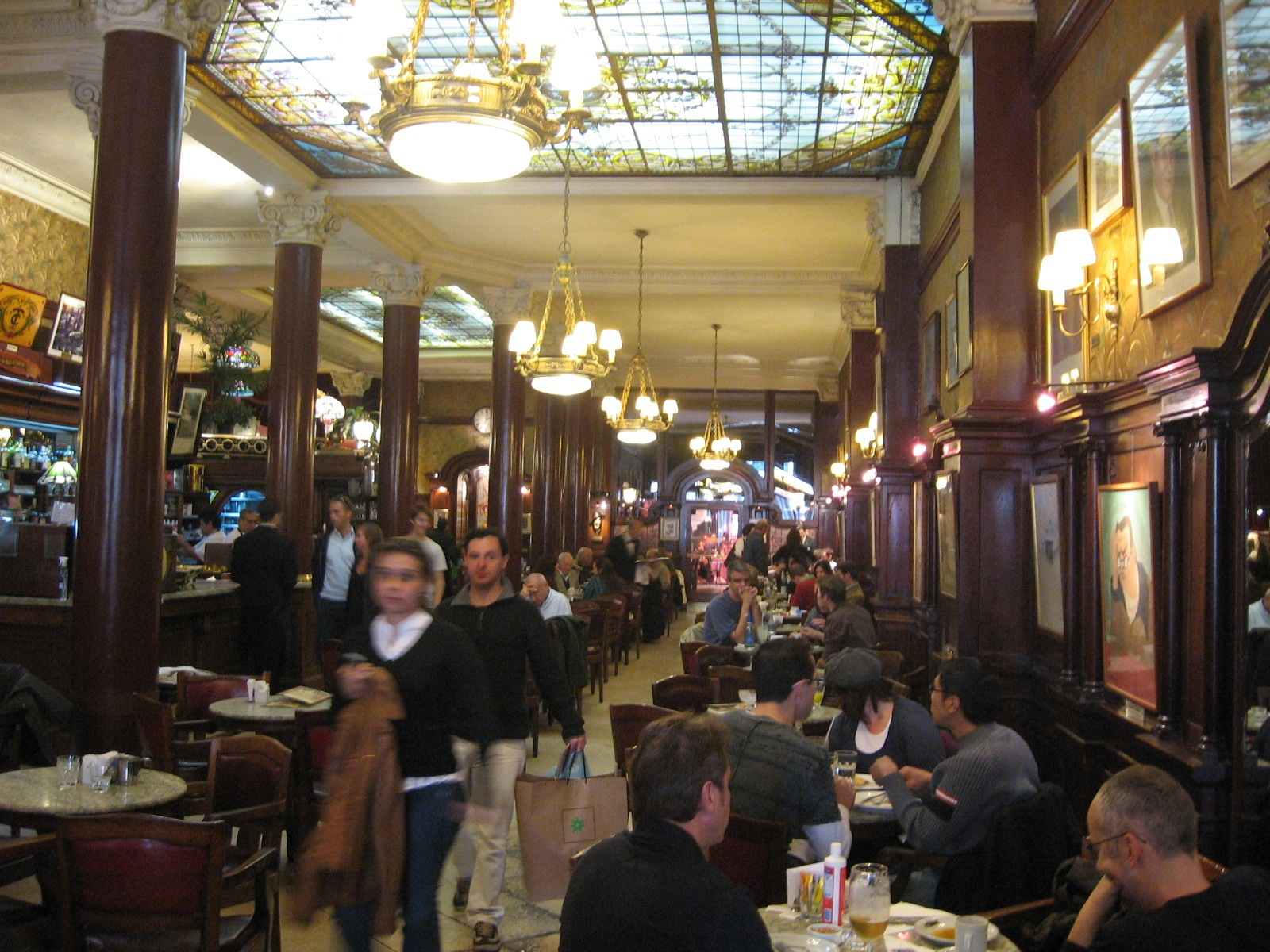
منظر من الداخل للمقهى.

## التاريخ
المكان الذي يشغله المقهى حاليا كان سابقا موقع تيمبلو إسكوسيس ("المعبد الإسكتلندي")، ويقع مقهى تورتوني على زاوية ريفادافيا وإزميرالدا. في عام 1880 انتقل المقهى إلى موقعه الحالي، ولكن كان له مدخل على الجانب الآخر من شارع ريفادافيا. في عام 1898 تم فتح مدخل أفينيدا دي مايو، وأعيد تصميم الواجهة من قبل المهندس المعماري أليخاندرو كريستوفرسن. في نهاية القرن التاسع عشر، اشترى المقهى الفرنسي سيليستينو كوروتشيت.
في الطابق السفلي، تم افتتاح منطقة لموسيقى البينا في عام 1926، التي أثارت حماية الفنون والأدب حتى تفككها في عام 1943.

## الزوار
من بين زوار المقهى ألفونسينا ستورني، بالدوميرو فرنانديز مورينو، خوانا دي إيباربو، آرثر روبنشتاين، ريكاردو فينس، وروبرتو أرلت، وخوسيه أورتيغا غاسيت، وخورخي لويس بورخيس، ومولينا كامبوس، وبينيتو كينكيلا مارتن.
على مر السنين تم زيارة المقهى من قبل العديد من الناس المشهورين بما في ذلك السياسيين ليساندرو دي لا توري ومارسيلو توركواتو دي ألفير والأصنام الشعبية كارلوس غاردل وخوان مانويل فانجيو والشخصيات الدولية مثل ألبرت أينشتاين وفديريكو غارسيا لوركا وهيلاري كلينتون وروبرت دوفال وخوان كارلوس دي بوربون.
حاليا الطابق السفلي يعمل كمنطقة لعزف موسيقى الجاز والتانغو، وعرض مسابقات الكتاب والشعر. وقد حفظ المقهى زخرفة سنواته الأولى، وله مكتبة وفي المرافق الخلفية للعب البلياردو والدومينو والنرد.

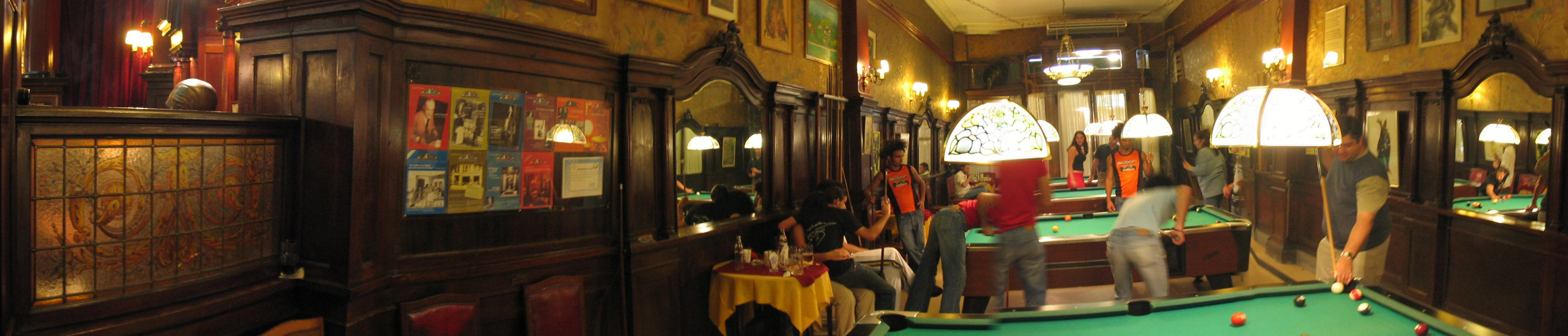
لقطة بانورامية لخلفية المقهى.

## معرض الصور

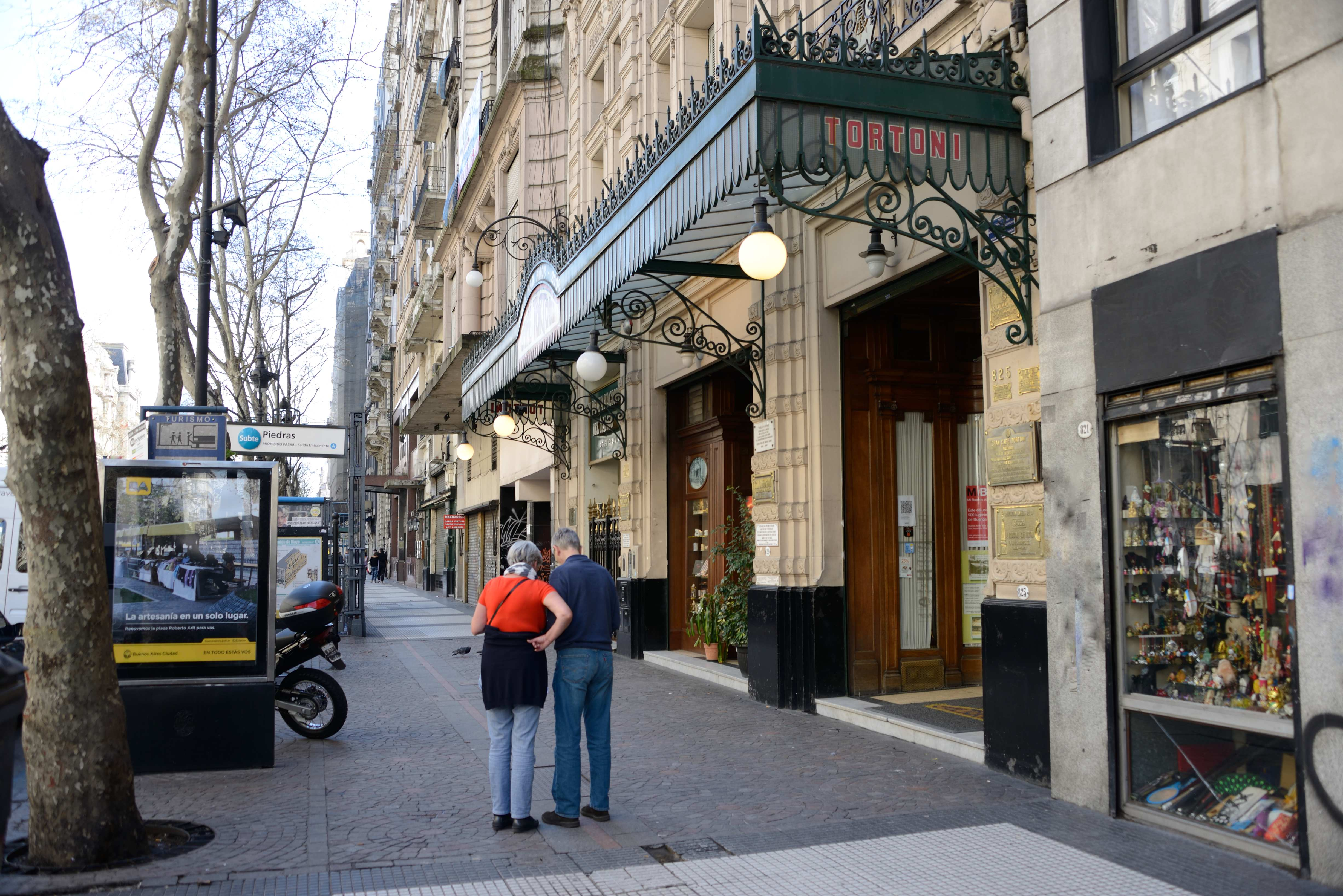
منظر خارجي للمقهى
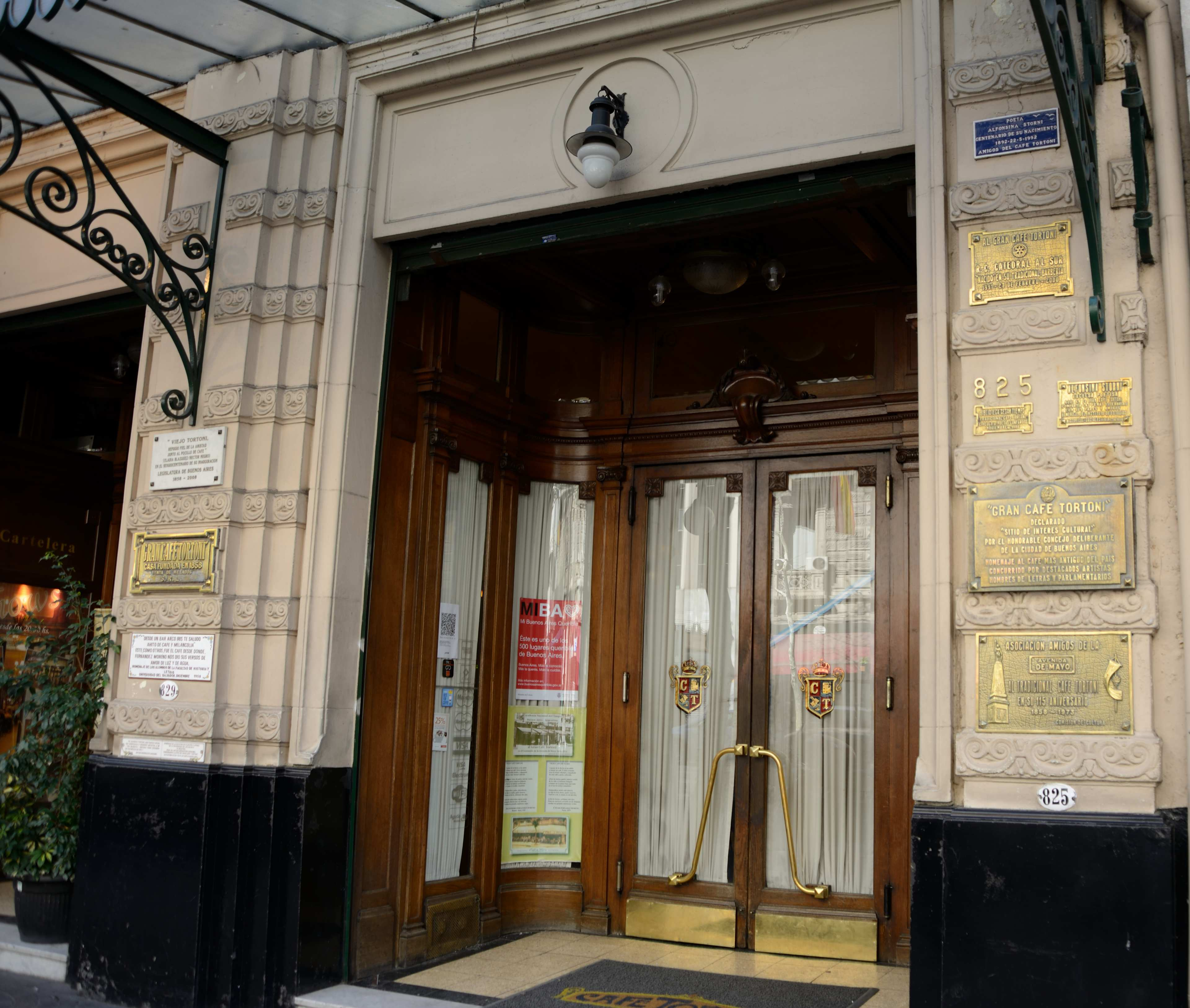
مدخل المقهى
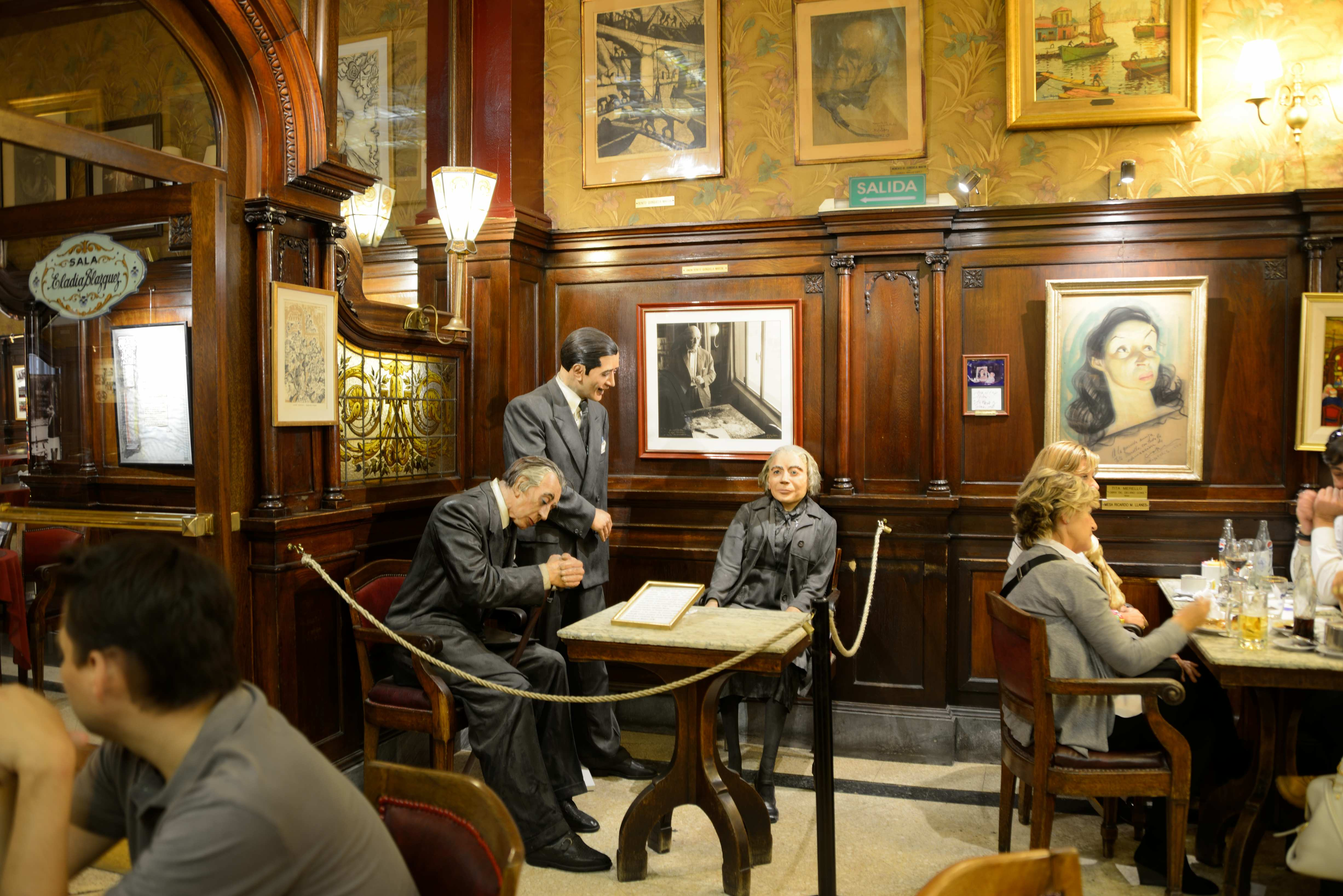
الطاولة الاعتيادية لخورخيه لويس بورغس مع تمثال من الشمع
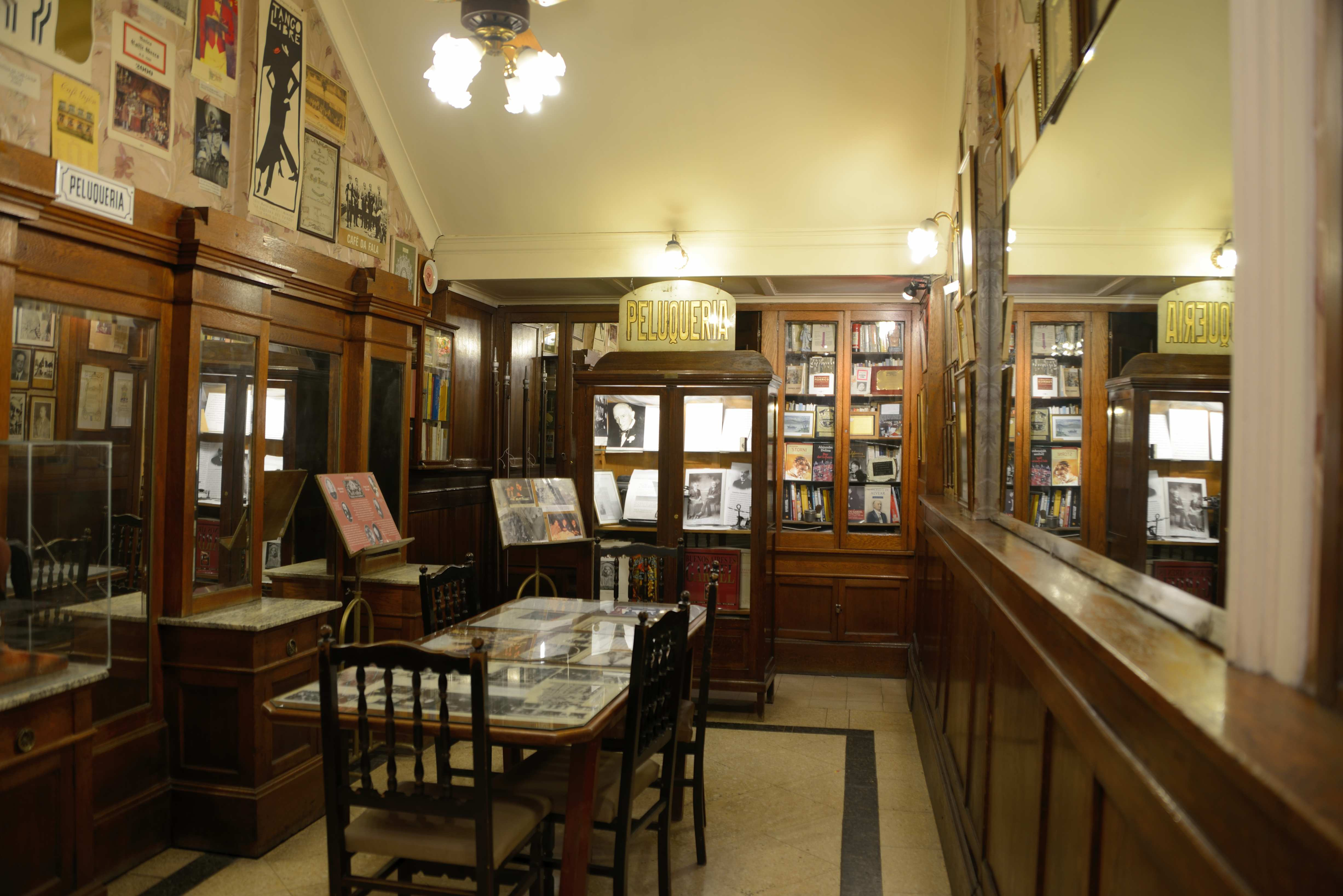
منطقة الحلاقة القديمة
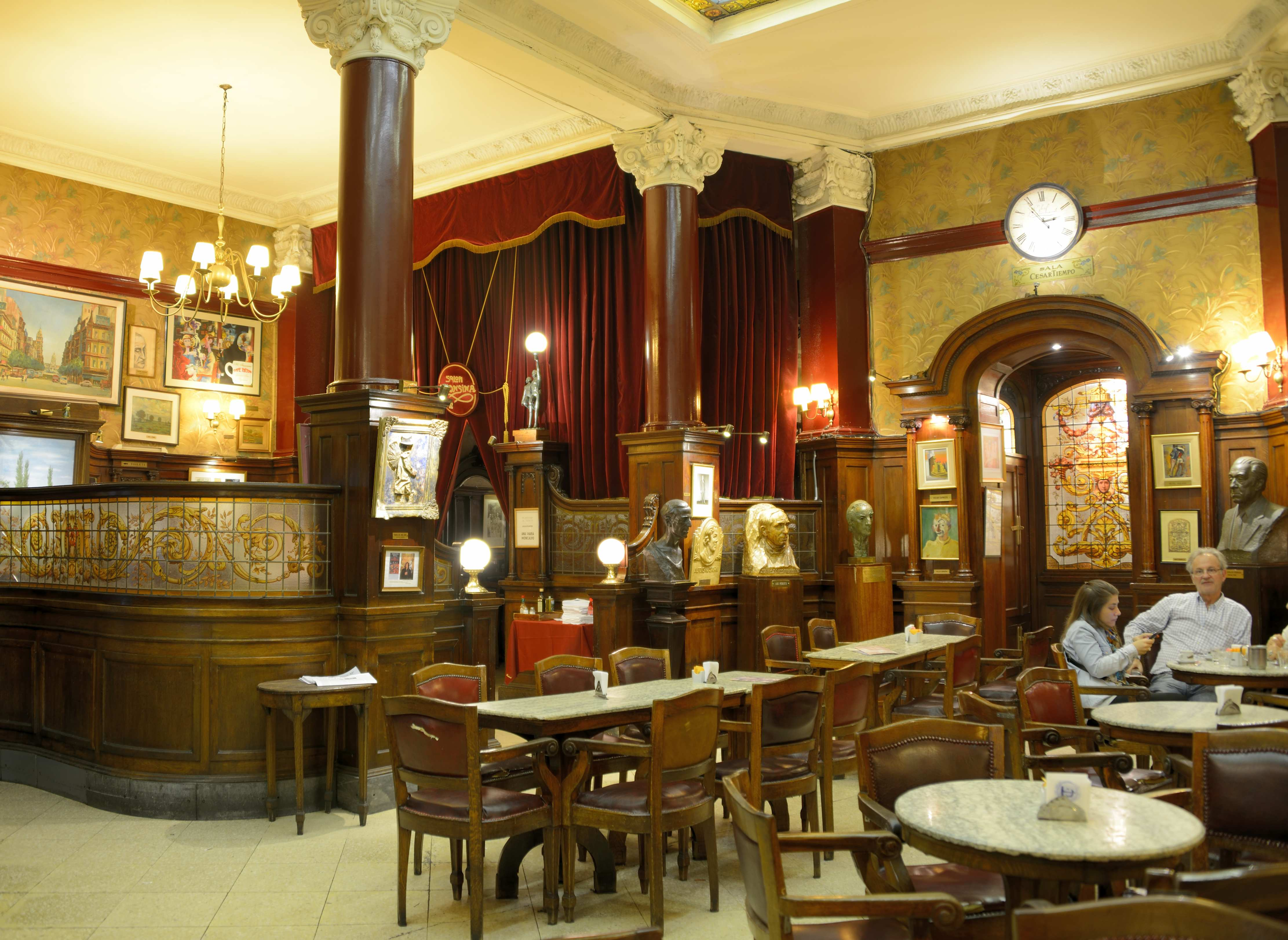
معرض التماثيل النصفية
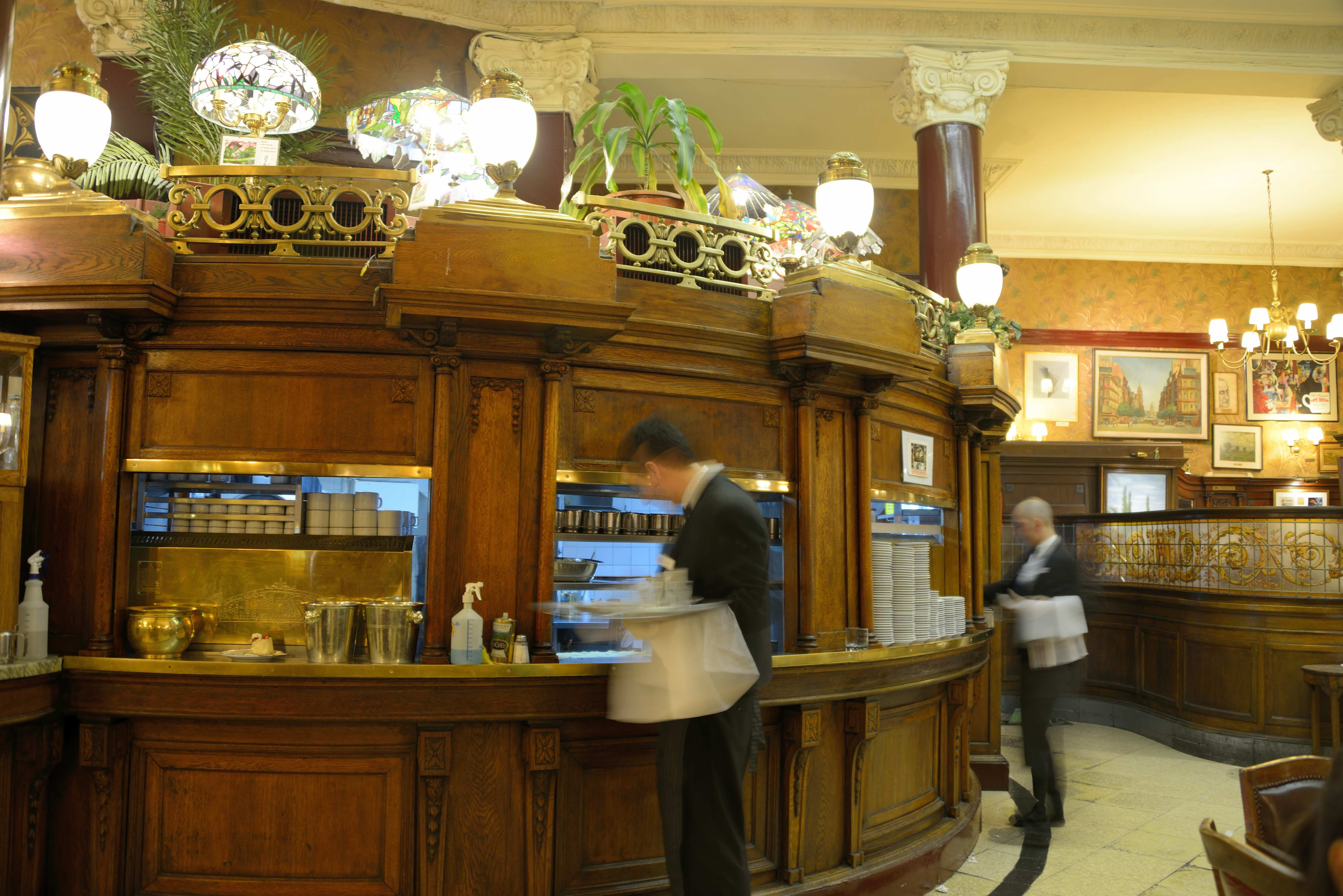
منطقة الأوركسترا، تحول الآن إلى بار